# (988) Appella
(988) Appella es un asteroide perteneciente al cinturón de asteroides descubierto por Benjamin Jekhowsky el 10 de noviembre de 1922 desde el observatorio de Argel-Bouzaréah, Argelia.

## Designación y nombre
Appella se designó al principio como 1922 MT.
Posteriormente, fue nombrado en honor de Paul Émile Appell (1855-1930), quien fuera presidente de la Sociedad Astronómica de Francia.

## Características orbitales
Appella orbita a una distancia media de 3,142 ua del Sol, pudiendo alejarse hasta 3,881 ua. Tiene una excentricidad de 0,2355 y una inclinación orbital de 1,575°. Emplea en completar una órbita alrededor del Sol 2034 días.